# Errico Malatesta
Errico Malatesta (Santa Maria Capua Vetere, 4 de dezembro de 1853 – Roma, 22 de julho de 1932) foi um teórico e ativista anarquista italiano. Ele editou diversos jornais radicais e passou a maioria de sua vida exilado e preso, tendo isto acontecido na Itália, Inglaterra, França e Suíça. Originalmente apoiador da propaganda pelo ato revolucionária, Malatesta mais tarde aderiria ao sindicalismo revolucionário. Seus exílios incluíram cinco anos na Europa e doze na Argentina. Malatesta participou de atos tais como uma revolta espanhola em 1895 e uma greve geral belga. Ele viajou pelos Estados Unidos, palestrando e fundando o influente jornal anarquista La Questione Sociale. Depois da Primeira Guerra Mundial, ele voltou para a Itália onde seu Umanità Nova teria certa popularidade até acabar com a ascensão de Benito Mussolini.

## Biografia
Nasceu em 1853 em uma família abastada do sul da Itália. De fato, os Malatesta dominaram a província de Rimini e, no período de maior expansão, os castelli do norte de San Marino, a província de Pesaro, parte de Ancona, Forlì e Ravena, entre 1295 e 1528).
Desde muito jovem, Errico adere aos ideais republicanos de Giuseppe Mazzini. Aos catorze anos de idade, protesta contra uma injustiça local, enviando uma carta ao rei Vítor Emanuel II, considerada por Luigi Fabbri como “insolente e ameaçadora”. As autoridades levaram o fato a sério e ordenaram a sua prisão, em 25 de março de 1868. Seu pai conseguiu libertá-lo recorrendo a amigos. Dois anos mais tarde foi novamente preso em Nápoles, por liderar uma manifestação, sendo suspenso por um ano da Universidade de Nápoles, onde estudava medicina. [carece de fontes?]
Em 1871, após a Comuna de Paris abandona as ideias republicanas e adere ao anarquismo, ingressando na Associação Internacional dos Trabalhadores, AIT (Primeira Internacional) . Nessa época, entusiasmado com a atividade revolucionária, escreveria sobre a Internacional: [carece de fontes?]
Todos entregavam para a propaganda tudo o que podiam, e também o que não podiam, pois quando o dinheiro escasseava, vendiam tranquilamente os objetos de suas casas, aceitando com resignação as censuras das respectivas famílias. Pela propaganda esquecíamos o trabalho e os estudos! Enfim, a Revolução estava a ponto de eclodir a qualquer momento e consertaria tudo. Alguns acabavam com frequência na cadeia, todavia, saíam dali com mais energias do que antes: as perseguições não tinham outro efeito senão consolidar nosso entusiasmo. É verdade que as perseguições daquele momento eram fracas comparadas com as que viriam mais tarde. Naquela época, o regime havia saído de uma série de revoluções e as autoridades, rígidas desde o início com os trabalhadores, em particular no campo, mostravam certo respeito pela liberdade na luta política, uma espécie de indisposição parecida com a dos governantes austríacos e a dos Bourbons, que, todavia, se desfez tão rápido quanto se consolidou o regime, e a luta pela independência nacional foi relegada a um segundo plano. [carece de fontes?]
Nessa época, Malatesta se dedica de corpo e alma à Federação Italiana e colabora com Carlo Cafiero em L’Ordine e La Campana de Nápoles, abandonando seus estudos para dedicar os próximos sessenta anos de sua vida à agitação anarquista. Ao longo desse período passou várias vezes pela prisão e lutou não só na Itália como em outros países distantes e tão diferentes entre si quanto a Turquia e a Argentina. Participou também de insurreições na Bélgica, Espanha e Itália. [carece de fontes?]
Em 1872, no Congresso de Saint-Imier, no cantão de Berna, conheceu Bakunin, de quem iria sofrer profunda influência:
… e assim fui para a Suíça com Cafiero. Encontrava-me enfermo, cuspia sangue e tinha em mente a ideia de que estava tuberculoso… Enquanto atravessava à noite o Gotardo (naquela época ainda não havia o túnel, sendo necessário atravessar a montanha coberta de neve em diligência) resfriei-me e cheguei à casa de Zurique, onde vivia Bakunin, tiritando de febre. Depois das primeiras saudações, Bakunin me preparou uma cama e me convidou – ou melhor, me forçou – a deitar-me, cobriu-me com todos os cobertores que pôde encontrar e insistiu para que eu descansasse e dormisse. Tudo isso com um cuidado e uma ternura maternal que me chegaram diretos ao coração. Quando me encontrava envolto nos cobertores e todos pensavam que eu dormia, ouvi Bakunin dizer coisas admiráveis sobre mim e comentava melancolicamente:“É uma pena que tenha ficado tão enfermo, em breve o perderemos; não lhe restam sequer seis meses!”
Entre as influências que determinaram o desenvolvimento de Malatesta, a de Bakunin foi a mais importante. Malatesta se refere a ele como o grande revolucionário, aquele a quem todos nós vemos como nosso pai espiritual. Sua maior qualidade era a capacidade de comunicar fé, desejo de ação e sacrifício a todos aqueles que tinham a oportunidade de encontrá-lo. Costumava dizer que era preciso ter o diabo no corpo, e sem dúvida o tinha em seu corpo e sua mente. [carece de fontes?]
No ano de 1873 eclodem os movimentos insurrecionais preparados por Bakunin e Cafiero. A polícia, advertida, faz fracassar esses movimentos. Malatesta se encontra em Puglia, foge numa carroça de feno, mas é reconhecido, preso e novamente encarcerado na prisão de Trani. No processo, em 1875, a propaganda pela Internacional não cessa e ele é absolvido. Junta-se então a Bakunin e Cafiero na Suíça. Nesse mesmo ano, apesar dos conselhos de Bakunin, parte para a Hungria a fim de participar da insurreição da Herzegovina contra os turcos. É preso e entregue à polícia italiana. [carece de fontes?]
Juntamente com Carlo Cafiero e outros militantes prepara uma insurreição em Letino, província de Caserta, em 1877, que se tornou legendário na luta social italiana. Ele e seus companheiros distribuíram armas para à população e queimaram arquivos públicos, proclamando o socialismo libertário. Malatesta e Cafiero, ainda que sabendo como fugir permaneceram no local e foram presos. A aventura durou doze dias, um policial foi morto, um outro foi ferido. No processo, todos declararam ter disparado contra os policiais, mas o júri os absolveu. [carece de fontes?]
Malatesta volta a Nápoles em 1878 e é constantemente vigiado pela polícia. Gasta sua herança em propaganda. Parte por um tempo para o Egito. Lá, o cônsul italiano o expulsa para Beirute; o de Beirute o envia para Esmirna. A bordo de um navio francês, torna-se amigo do capitão, que o conserva no navio até a Itália. Em Livorno, a polícia quer prendê-lo, mas o capitão se recusa a entregá-lo. Finalmente, Malatesta desce para Marselha e dali vai para Genebra onde ajuda Kropotkin a publicar Le Revolté. Expulso, dirige-se à Romênia, em seguida, à França, em 1879. De novo expulso, vai para a Bélgica, depois para Londres. Fixa-se, enfim, em Londres, onde trabalha como vendedor de sorvetes e bombons, antes de abrir uma nova oficina mecânica.
No Congresso Anarquista de Londres de 1881 defendeu a criação de uma Internacional Anarquista.
Em 1885 exilou-se na Argentina, onde colaborou com os primeiros núcleos anarquistas, desenvolvendo uma ativa propaganda do Anarquismo, publicando o jornal Questione Sociale.
Regressou à Europa em 1889, desta vez indo para França. Mas logo teve de se exilar na Inglaterra.
Em 1913, vai à Itália, encontra-se com Mussolini, diretor do Avanti, importante jornal operário. Ao longo do ano de 1914 dedica-se a acalmar as querelas pessoais entre os anarquistas. Entra em contato com as outras organizações revolucionárias, faz conferências e encoraja os sindicalistas.
Em Ancona, durante manifestações antimilitaristas das quais Malatesta participava, a polícia dispara e o povo se apodera da cidade. Os sindicatos decretam greve geral. É a “semana vermelha”. Porém, o exército intervém. Mussolini apoia o movimento em palavra, mas nada faz. Malatesta foge não sem declarar: Continuaremos a preparar a revolução libertadora que deverá assegurar a todos a justiça, a liberdade e o bem-estar.
Ainda em 1914, durante a Primeira Guerra Mundial, proclama o Internacionalismo e manifesta-se contra aqueles que defendiam a causa aliada, inclusive seu amigo Kropotkin.
Em 1920, já na Itália, inicia negociações com os socialistas para fazer a revolução. A polícia tenta provocar desordens e assassiná-lo. Apesar dos obstáculos legais, seu jornal Umanità Nova tem uma tiragem inicial de 50.000 exemplares. Malatesta impulsiona a União Sindicalista Italiana (U.S.I.), de influência anarquista. No mesmo ano, em Ancona, eclode uma insurreição e as fábricas são ocupadas. Mas o movimento é traído pelos social-democratas da C.G.T., que devolvem as fábricas.
Após um encontro anarquista em Bolonha, no qual Malatesta toma a palavra, eclodem incidentes, há vítimas e feridos do lado dos operários e da polícia. Malatesta e a equipe do Umanità Nova são presos. Os protestos se multiplicam, ocorrem atentados fascistas.
O fascismo, financiado pela burguesia e ajudado pelo governo, avança. Em contrapartida, Malatesta favorece a formação dos grupos armados.
Em julho de 1922, a greve geral é proclamada pela Aliança do Trabalho - união de diversos sindicatos estimulados por Malatesta. Mas os fascistas dizima pela força. Em seguida, em outubro, acontece a “marcha sobre Roma” e, na praça Cavour, os fascistas queimam um retrato de Malatesta. Umanitá Nova é proibido. Malatesta, aos sessenta e nove anos, retoma sua profissão de eletricista. A polícia o vigia em todos os seus movimentos.
Em 1924, surge a revista Pensiero e Volontà. O fascismo, no seu início, permite a liberdade de imprensa, mas a censura se faz cada vez mais severa até a proibição da revista em 1926. A oficina de Malatesta é destruída pelos fascistas e ele é obrigado a sobreviver com a ajuda dos camaradas, assim como de sua companheira, Elena Mulli e a filha desta última, Gemma.
Malatesta passou os últimos anos de sua vida na Itália e, durante o regime fascista, correspondeu-se com Makhno e criticou duramente a Plataforma Organizacional dos Comunistas Libertários. Foi mantido em prisão domiciliar, morrendo em 22 de julho de 1932. Tal era o medo que inspirava às autoridades da época que, ao morrer, seu corpo foi jogado em uma vala anônima, para impedir que seu túmulo se transformasse em um símbolo e ponto de partida para as agitações dos dissidentes. [carece de fontes?]

## Obras
- Escritos revolucionários
- «Entre camponeses»
- A Anarquia
- Anarco-comunismo na Itália (em co-autoria com Luigi Fabbri)